# Kissousa
Kissousa (griechisch Κισσούσα) ist eine Gemeinde im Bezirk Limassol in der Republik Zypern. Bei der Volkszählung im Jahr 2021 hatte sie 7 Einwohner.

## Lage und Umgebung

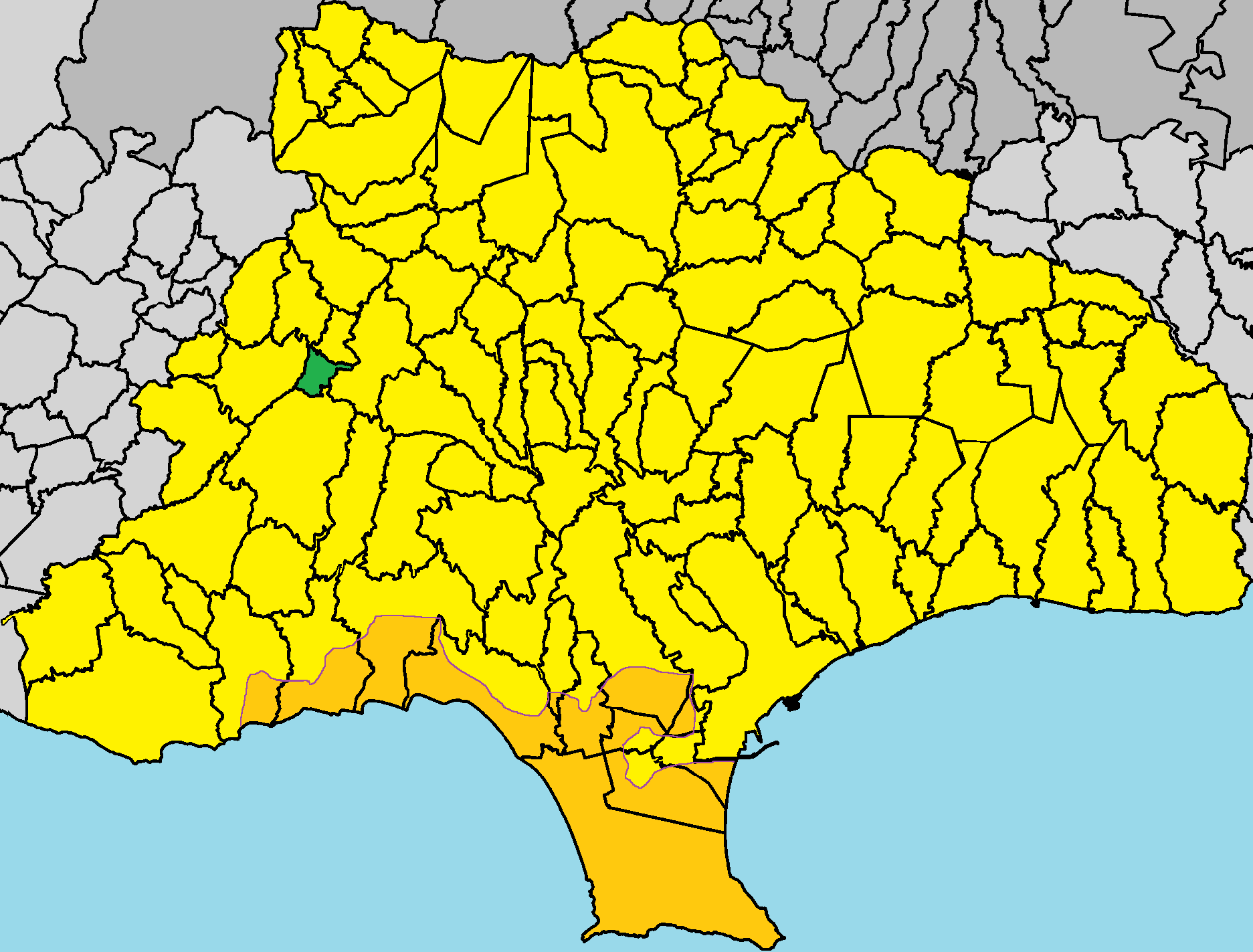
Lage im Bezirk Limassol

Kissousa liegt im Süden der Mittelmeerinsel Zypern auf einer Höhe von etwa 600 Metern, etwa 42 Kilometer südwestlich von Limassol. Es ist am Westufer des Flusses Hapotami gebaut. Das etwa 2 Quadratkilometer große Dorf grenzt im Süden an Pachna, im Osten an Vouni, im Norden an Potamiou, im Nordwesten an Vasa Kilaniou und im Westen an Malia.

## Geschichte
In Kissousa gibt es eine große natürliche Wasserquelle, die das Dorf bis 1960 versorgte. Seit 1960 wird dieses Wasser auf der Grundlage der Vereinbarungen zur Gründung der Republik Zypern an die britische Basis Akrotiri-Episkopi weitergeleitet. Diese Quelle wurde von den Einwohnern des Dorfes genutzt, um ihre Häuser mit Wasser zu versorgen und ihre Weinberge zu bewässern. Nachdem die Quelle an die britischen Stützpunkte abgetreten worden war, begannen die Einwohner, das Dorf zu verlassen. Es wurde zunächst von seinen türkisch-zypriotischen Einwohnern und dann von den griechischen Zyprioten verlassen. Laut den in Zypern durchgeführten Volkszählungen betrug die Bevölkerung des Dorfes bis 1960 immer einige Dutzend Einwohner.

### Bevölkerungsentwicklung
| Jahr      | 1881 | 1891 | 1901 | 1911 | 1921 | 1931 | 1946 | 1960 | 1976 | 1982 | 1992 | 2001 | 2011 | 2021 |
| Einwohner | 76   | 70   | 72   | 58   | 65   | 54   | 44   | 43   | 14   | 10   | 4    | 4    | 6    | 7    |